# Ariaios
Ariaios († nach 394 v. Chr.) war ein an der Wende des 5. zum 4. Jahrhundert v. Chr.  lebender persischer Feldherr. Er nahm 401 v. Chr. auf der Seite des persischen Prinzen Kyros des Jüngern an der Schlacht bei Kunaxa teil und war später an der Ermordung des Tissaphernes beteiligt.

## Leben

### Teilnahme am Aufstand des Kyros
Ariaios stand zunächst als Feldherr im Dienst des persischen Großkönigs Dareios II. Nach dessen Tod 404 v. Chr. ordnete er sich nicht dem neuen König Artaxerxes II. unter, sondern freundete sich mit Artaxerxes’ ehrgeizigem Bruder Kyros dem Jüngeren an. Er unterstützte Kyros’ Aufstand gegen dessen königlichen Bruder und kommandierte im Herbst 401 v. Chr. in der Schlacht bei Kunaxa die asiatischen Truppenverbände auf dem linken Flügel des rebellischen Prinzen. Die antiken griechischen Historiker Xenophon – der selbst an der Schlacht teilnahm – und Diodor (dessen Bericht auf der verlorenen Universalgeschichte des Ephoros von Kyme beruht) geben weit übertriebene Zahlen von 100.000 bzw. 70.000 Infanteristen an, die unter Ariaios’ Befehl gestanden hätten. Des Weiteren standen Ariaios rund 1000 Reiter zur Verfügung. Allerdings wurde der Hauptstoß zu Anfang der Schlacht von Kyros’ rechtem Flügel geführt, der rund 13.000 griechische Söldner unter der Führung des spartanischen Feldherrn Klearchos umfasste. Die Söldner schlugen die feindlichen Streitkräfte auf ihrem Flügel in die Flucht, woraufhin Kyros mit seinen Panzerreitern selbst gegen die Stellung des Artaxerxes II. vorstieß, aber durch einen Speerwurf getötet wurde. Zu diesem Zeitpunkt hatte Ariaios die von ihm befehligten Reiter in die Schlacht geführt. Sie sahen sich einer Attacke von Artaxerxes’ Streitkräften ausgesetzt, wobei Ariaios eine Verwundung erlitt und in sein Lager floh.

### Rolle beim Zug der Zehntausend
Zunächst hielt Ariaios nun zu Klearchos und den griechischen Söldnern und erbot sich, sie nach Ionien zurückzugeleiten. Klearchos wollte stattdessen Ariaios militärisch zum persischen Thron verhelfen und wurde dabei von einigen anderen unterstützt, insbesondere dem thessalischen Söldnerführer Menon, der ein persönlicher Freund von Ariaios war. Aber als Ariaios über dieses Angebot in Kenntnis gesetzt wurde, lehnte er es gegenüber den Informanten ab, indem er darauf hinwies, dass es zahlreiche höhergestellte Perser als ihn gab, die seine Ernennung zum König nicht akzeptieren würden. Die Söldner und ihre Kommandanten trafen dann mit Ariaios und seinen persischen Truppen zusammen. Sein in einem Kriegsrat mit Klearchos und anderen griechischen Militärführern geäußerter Vorschlag, dass die Söldner einen eiligen Rückmarsch über einen Umweg durch fruchtbare Gebiete Kleinasiens antreten sollten, fand Zustimmung. Ariaios verpflichtete sich auch, die Griechen auf ihrem Rückzug zu begleiten; und beide Seiten schworen sich durch Eide die gegenseitige Treue. So begann der von Xenophon in seiner Anabasis ausführlich geschilderte Zug der Zehntausend.
Der persische Feldherr Tissaphernes, der Artaxerxes II. in der Schlacht von Kunaxa große militärische Dienste erwiesen hatte, erschien im Lager der Griechen und handelte mit ihnen einen Waffenstillstand aus. Als Ariaios, der als persischer Abtrünniger galt, in seinem Lager Besuch von Verwandten und anderen Persern erhielt, fürchteten die griechischen Söldner, dass er gegen eine Amnestie zu Artaxerxes II. überlaufen könne. Tissaphernes organisierte inzwischen seine Truppen zum Rückmarsch und kam mit ihnen nach vier Wochen wieder zu den Griechen, um sie durch Kleinasien zurückzugeleiten. Nun zogen Ariaios und der persische Feldherr Orontes mit ihren Heeren im Gefolge des Tissaphernes voran, und ihnen folgten in einem Respektabstand die argwöhnischen Griechen. Nach drei Tagen passierten sie die Medische Mauer und erreichten nach weiteren zwei Tagen den Tigris, wo Griechen und Perser weit voneinander getrennte Lager aufschlugen.
Als die Griechen und das persische Heer mit seinen Führern nach weiteren Märschen am Fluss Zapatas angelangt waren, trafen sich Klearchos und Tissaphernes zu einem Gespräch zum Abbau des gegenseitigen Misstrauens. Klearchos erhoffte von einer zweiten Unterredung mit dem Satrapen Aufschluss über Griechen, die auf seine Führungsposition neidisch waren – er verdächtigte vor allem Menon – und die heimlich gegen ihn Misstrauen säten. Als er mit Menon und drei weiteren Feldherren sowie 20 Hauptleuten und rund 200 Soldaten wieder in Tissaphernes’ Lager erschien, wurde er mit den anderen Feldherren gefangen gesetzt und zahlreiche der übrigen Griechen getötet. Tissaphernes wollte offenbar die griechischen Söldner durch Beraubung ihrer Führer demoralisieren und zur Kapitulation bewegen. Ariaios, der schon mit Tissaphernes in Verbindung gestanden hatte, begab sich mit anderen früheren Gefolgsleuten des Kyros und etwa 300 Mann zum Lager der Söldner und behauptete, dass Klearchos seinen Eid gebrochen und den Waffenstillstand verletzt habe; er sei tot. Menon und Proxenos stünden aber wegen der Enthüllung von Klearchos’ Tücke in hohen Ehren. Die Griechen sollten nun auf Befehl des persischen Großkönigs ihre Waffen abgeben. Ariaios stieß aber bei den Söldnern auf Ablehnung.

### Späteres Leben
Als Belohnung für seine Hilfe bei der Gefangensetzung der griechischen Söldnerführer scheint Ariaios eine Statthalterschaft, eventuell Phrygien, erhalten zu haben. Nachdem Tissaphernes bei Artaxerxes II. wegen militärischer Misserfolge in Ungnade gefallen war, befahl der persische König seinem Chiliarchen Tithraustes, Tissaphernes zu beseitigen. Ariaios sollte Tithraustes bei der Ausführung des Mordes helfen und lud Tissaphernes unter dem Vorwand, etwas Wichtiges mit ihm besprechen zu müssen, im Sommer 395 v. Chr. in seine Residenz in Kolossai in Phrygien ein. Tissaphernes kam, ohne Misstrauen zu hegen, zu Ariaios. Als er sich aber in dessen Bad begab, wurde er von Ariaios’ Begleitern ergriffen und an Tithraustes ausgeliefert, der ihn enthaupten ließ. 394 v. Chr. befand sich Ariaios in Sardes, wo er sich wieder gegen Artaxerxes empört zu haben scheint; und er empfing Spithridates und die Paphlagonier, die aus dem Dienst des spartanischen Königs Agesilaos desertiert waren. Danach wird er in den Quellen nicht mehr erwähnt.